# Charles Brun (1910)
Charles Brun (Q89) – francuski eksperymentalny oceaniczny okręt podwodny z okresu I wojny światowej. Został zwodowany 14 września 1910 roku w stoczni Arsenal de Toulon, a ukończono go w październiku 1913 roku. Okręt oficjalnie nigdy nie wszedł do służby w Marine nationale z powodu problemów z siłownią i został przeznaczony do rozbiórki w czerwcu 1920 roku.

## Projekt i budowa
„Charles Brun” zamówiony został 31 grudnia 1906 roku. Jednostkę zaprojektował inż. Just Maurice. Okręt otrzymał eksperymentalny rodzaj napędu, który tworzyła maszyna parowa, stanowiąca źródło prądu dla alternatorów i akumulatorów. 
„Charles Brun” zbudowany został w Arsenale w Tulonie. Stępkę okrętu położono w 1907 roku, został zwodowany 14 września 1910 roku, a ukończono go w październiku 1913 roku. Okrętowi nadano nazwę na cześć budowniczego pierwszego francuskiego okrętu podwodnego, inż. Charlesa Bruna. Jednostka otrzymała numer burtowy Q89.

## Dane taktyczno–techniczne
„Charles Brun” był średniej wielkości oceanicznym okrętem podwodnym. Długość całkowita wynosiła 44 metry, szerokość 4 metry i zanurzenie 3,3 metra. Wyporność w położeniu nawodnym wynosiła 356 ton, a w zanurzeniu 450 ton. Okręt napędzany był na powierzchni przez dwie maszyny parowe potrójnego rozprężania Indret o łącznej mocy 1300 koni mechanicznych (KM), do których parę dostarczały cztery kotły du Temple. Napęd podwodny zapewniały dwa akumulatory i alternatory Schneider. Dwuśrubowy układ napędowy pozwalał osiągnąć prędkość 13,5 węzła na powierzchni i 7,25 węzła w zanurzeniu. Dopuszczalna głębokość zanurzenia wynosiła 40 metrów.
Okręt wyposażony był w sześć wyrzutni torped kalibru 450 mm: dwie wewnętrzne na dziobie jednostki, dwie zewnętrzne systemu Drzewieckiego po obu stronach kiosku oraz dwie zewnętrzne na rufie, z łącznym zapasem 8 torped.
Załoga okrętu składała się z 24 oficerów, podoficerów i marynarzy.

## Służba
Prowadzone od października 1910 roku do października 1913 roku próby jednostki zakończyły się niepomyślnie z powodu zawodności siłowni i okrętu nigdy nie wcielono do służby. Jednostka została przeznaczona do rozbiórki 7 czerwca 1920 roku.